# Лопатинський Ярослав Йосипович
Яросла́в Йо́сипович Лопати́нський (*19 серпня 1871, м. Долина Івано-Франківської обл.— †12 січня 1936, с. Гологірки на Львівщині) — український композитор, лікар, учасник визвольних змагань. 

## Життєпис
Лопатинський Ярослав народився у священничій сім'ї. Початкову школу і гімназію закінчив у Львові. Одночасно брав уроки гри на фортепіано у Л. Саєвич. 
У 1900 р. закінчив медичний факультет Віденського університету, отримавши звання доктора медицини. Брав приватні уроки гри на фортепіано у Самуїла Майкапара. З 1900 р. — лікар у Поморянах, з 1905 — окружний лікар у Гологорах. 1905 р. разом із Я. Ярославенком ініціював створення видавництва «Торбан» при Союзі любителів музики у Львові . У період 1898-1914 рр. пише багато творів. Це — фортепіанні мініатюри (вальси, мазурки, галопи), романси на слова Т. Шевченка, Л. Українки, П. Грабовського, І. Франка, П. Карманського, О. Олеся, В. Пачовського, О. Пушкіна, оперу "Еней на мандрівці" .
1913 р. став членом Українського лікарського товариства. Протягом 1915-1918 рр. проживав та працював у Києві. З 1918 р. — служив в Українській галицькій армії, викладав у Школі червоних старшин у Києві. Зазнав арешту, був ув'язнений. Працював лікарем у клініці Червоного хреста . 
Восени 1923 р., повернувшись у Галичину, Я. Лопатинський відкрив лікарську практику у Гологорах Золочівського повіту. Оселився у с. Гологірки, вів активну громадсько-просвітницьку діяльність. Створив сільський хор, хату-читальню, драматичний гурток, підтримував творчі зв'язки із музичним товариством "Золочівський Боян". У 1935 р. громадськість Золочева влаштувала концерт із творів Лопатинського, на якому був присутній автор . 
Значна частина музичних творів митця втрачена . Був засновником кооперативи "Музична накладня "Торбан" .
Помер у січні 1936 р. Похований у Гологірках.

## Твори
Опери
- «Еней на мандрівці» (лібр. М. Курцеби за поемою І. Котляревського, 1911);
- «Оксана» (1914, загублена, незакінчена);
- «Казка скель» (лібр. власне, 1926);
- «Сон стрільця» (незакінчена);
- дитяча опера «Зірка щастя» (20-і рр., незакінчена).

Інструментальні твори
- твори для духового оркестру, в т.ч. марш для духового оркестру "Відгомін з України";
- «Дрібнички» для скрипки і фортепіано;
- 6 збірок «Українські танці» для фортепіано (1905—1913);
- вальси.

Інше
- оперета «Склянка води» (1911);
- музика до комедії «Свекруха» (1898);
- хор «Вставай, Україно!» (сл. С. Яричевського, 1905);
- солоспіви (близько 100)— «Давня весна» (сл. Лесі Українки, 1887), «Сон» (сл. О. Маконея, 1904), «Хмари» (сл. М. Вороного, 1906), «Горить моє серце» (сл. Лесі Українки), «Як почуєш вночі» (сл. І. Франка, 1910), «Я вас любив» (сл. О. Пушкіна, укр. мовою), «На вгороді коло броду» (сл. Т. Шевченка).

## Відзнаки
Почесний член Віденського союзу авторів.